# Saint-Chamond
Saint-Chamond és un municipi francès, situat al departament del Loira i a la regió d'Alvèrnia-Roine-Alps. L'any 2005 tenia 35.500 habitants. Des de l'any 1988 és un municipi agermanat amb Sant Adrià de Besòs.

## Nascut a Saint-Chamond
- Edmond Locard criminòleg